# Afing (Jenesien)

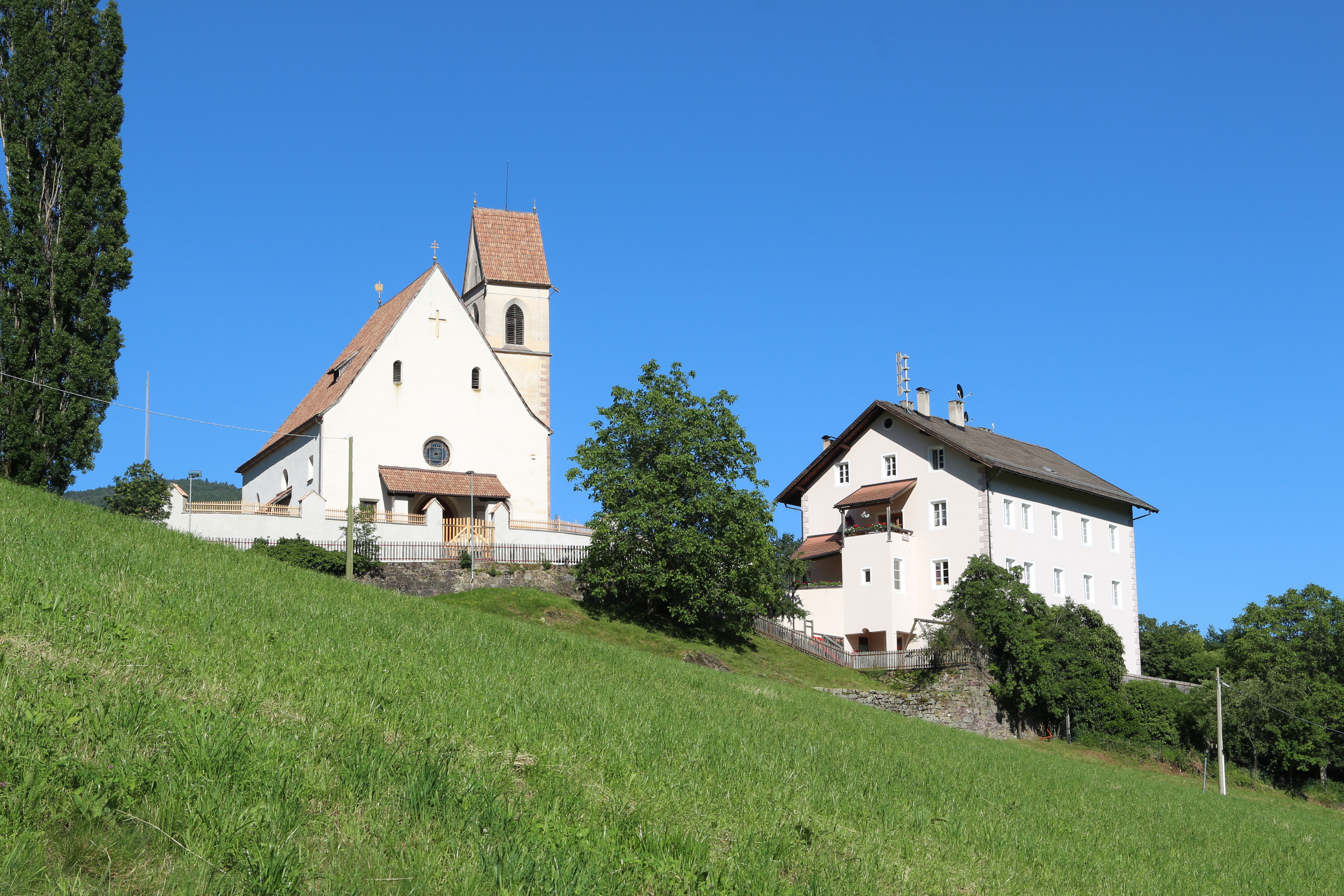
St. Nikolaus in Afing samt Pfarrhaus

Afing (italienisch Avigna) ist eine Fraktion der Gemeinde Jenesien bei Bozen in Südtirol.
Das Dorf hat 585 Einwohner (Stand 4. April 2024) und befindet sich an der Südostabdachung des Tschögglbergs, eines sich zwischen dem Etschtal und dem Sarntal erhebenden Bergrückens der Sarntaler Alpen. Der Ortskern, in dem sich auch eine Grundschule für die deutsche Sprachgruppe befindet, liegt auf 870 m, während die zahlreichen verstreuten Höfe der Ortsviertel Hinterafing und Schwarzeck verschiedene Höhenlagen einnehmen.
Afing ist im Register des Bozner Notars Jakob Haas von 1242 mit Goteschalcus de Auia ersturkundlich genannt. Es liegt laut Karl Finsterwalder lateinisch avia ‚abgelegene Gegend, Ödnis‘ zugrunde.
Das Dorfzentrum befindet sich etwas oberhalb der spätgotischen St.-Nikolaus-Kirche, eines zweischiffigen Baus mit dreiseitig abschließendem Chor und seitlichem Turm; die denkmalgeschützte Kirche wurde im 15. Jahrhundert ausgebaut und 1912/14 verlängert; sie ist bereits 1305 als „cappella sancti Nycolai ... in plebatu sancti Genesii in loco qui Auia appellatur“ bezeugt, also als St.-Nikolaus-Kapelle in Afing in der Pfarre Jenesien.
Zu den älteren Hofstellen Afings rechnen Mair, Alpigoner, Dicker, Wieser, Platt und Weifner.
Afing ist seit 1980 erreichbar über eine von der von Bozen nach Jenesien führenden Landesstraße abzweigenden Zufahrtsstraße. Zuvor war der Ort nur über den Weg von Rafenstein und von Jenesien aus erreichbar.
Unterhalb Afings, auf einem Felssporn über der Sarner Schlucht, befindet sich die Burgruine Afing.